# Take Five (film)
Take Five è un film del 2013 scritto e diretto da Guido Lombardi.

## Trama
Gaetano, un ricettatore, decide di mettere su una banda di rapinatori per tentare un colpo ad una importante banca napoletana. Si rivolge a Sasà, un fotografo di matrimoni, ex rapinatore e cardiopatico; O' Sciomen, un leggendario rapinatore appena uscito di galera; Ruocco, un pugile squalificato a vita ed infine Carmine, un idraulico con il vizio del gioco. Insieme organizzano la rapina milionaria in banca attraversando la rete fognaria napoletana. Tutto sembra essere filato liscio ma a causa di un disguido, Gaetano rimane intrappolato nelle fogne con il denaro. Il resto della banda riunita a casa di Sasà si domanda se Gaetano sia morto o se se ne sia andato con tutto il bottino, Carmine, che è l'unico a sapere dove Gaetano è rimasto intrappolato, dice alla banda di conoscere la sua posizione, i rapinatori decidono di aspettare la notte per andare a controllare, visto che di giorno la polizia potrebbe beccarli più facilmente. Nel frattempo un malavitoso chiamato O' Ninnillo e Antonio, un suo complice, si aggirano davanti al condominio di Sasà, e sembrano sapere che dentro casa di quest'ultimo dovrebbe trovarsi la refurtiva della rapina. I due malavitosi usano un ragazzino che consegna le pizze per farsi un'idea di come siano organizzati all'interno della casa. Egli troverà varie scuse per entrare più volte nell'appartamento, accattivandosi anche gli occupanti e dirà ai due gangster che in cinque hanno solo una sola pistola vera. I due camorristi irrompono nella casa, chiedono inutilmente dove sia il bottino e prelevano Carmine e Sasà, lasciando soli O' Sciomen e Ruocco. Carmine e Sasà vengono portati in una località segreta, piena di guardaspalle, davanti a O' Jannone, un potente boss locale. Egli vuole sapere dai due dove tengono nascosto il bottino, in particolare da Sasà che, si scoprirà in un flashback, aver segretamente promesso in precedenza al boss che tutto il ricavato della rapina sarebbe andato a lui, in cambio di un costoso trapianto di cuore. In breve la situazione tra i gangster nel covo degenera in un conflitto a fuoco, Sasà e Carmine riescono a fuggire tra proiettili e sangue. Intanto O' Sciomen, rimasto a casa da solo con Ruocco, tenta di praticare al pugile dormiente del sesso orale; Ruocco si sveglia e allontana in malo modo O' Sciomen. Nello stesso istante tornano Sasà e Carmine. Ruocco e O' Sciomen fanno finta di niente. È ormai notte. Guidati da Carmine i rapinatori vanno al tombino dove Gaetano è rimasto intrappolato. Carmine e Sasà scendono all'interno della fogna, non trovando né Gaetano né il bottino. Carmine, temendo di venir considerato un bugiardo, cerca di uccidere Sasà, ma quest'ultimo ha la meglio sull'idraulico e lo uccide con vari colpi di pistola. Ruocco, spaventato dalla situazione degenerata fugge dal posto, O' Sciomen lo insegue, Ruocco, trovatosi davanti la polizia e dietro O' Sciomen, viene ucciso dal leggendario rapinatore, ignaro della presenza dei poliziotti che dopo aver assistito al crudo omicidio, puntano le loro pistole su O' Sciomen che pur di non tornare in galera decide di spararsi. Nel frattempo, Gaetano, che era sopravvissuto, raggiunge casa di Sasà con il bottino della rapina; poco dopo O' Ninnillo, ancora vivo e armato, tenendo in ostaggio il ragazzino delle pizze, entra in casa di Sasà, vi trova Gaetano e gli dice che Sasà lo ha tradito e che ha ammazzato tutti gli altri membri della banda. Sasà ritorna a casa sua e trova Gaetano e O' Ninnillo in procinto di sparare al ragazzino tenuto in ostaggio. Sasà punta la pistola contro O' Ninnillo che a sua volta la punta verso di lui, mentre Gaetano, ora armato, cerca di tenere nel mirino entrambi. Dopo qualche minuto di sguardi taglienti fra i tre uomini, Sasà aspetta che il ragazzino si liberi da O' Ninnillo, per poi iniziare una violenta sparatoria che si concluderà con un triangolo di cadaveri. Il ragazzino, rimasto illeso, probabilmente si approprierà del bottino dei rapinatori.

## Distribuzione
Il film è stato presentato in anteprima al Festival internazionale del film di Roma 2013

## Riconoscimenti
- 2015 – Ciak d'oro
  - Miglior canzone originale (Buonesempio) a Giordano Corapi, Roberta Serretiello